# Pardosa ejusmodi
Pardosa ejusmodi este o specie de păianjeni din genul Pardosa, familia Lycosidae. A fost descrisă pentru prima dată de O. P.-cambridge în anul 1872.
Este endemică în Syria. Conform Catalogue of Life specia Pardosa ejusmodi nu are subspecii cunoscute.